# Suspicion: Die Bombe im Keller
Die Bombe im Keller ist ein US-amerikanischer Fernsehfilm der Krimireihe Suspicion aus dem Jahr 1957. Er wurde von Alfred Hitchcock gedreht und produziert.

## Handlung
Der Uhrmacher Paul Steppe ist sich sicher, dass seine Frau ihn betrügt. Aufgrund seiner Eifersucht erbaut er eine Zeitbombe, die um vier Uhr losgehen soll – zur gleichen Zeit, zu der ihr „Liebhaber“ seinen täglichen Besuch abstattet. 
Als seine Frau auf dem Markt ist, schleicht er sich ins Haus, um das Gerät zu verstecken. Dort wird Paul von zwei Einbrechern überrascht, die ihn fesseln und ihn der Gnade seines eigenen Geräts überlassen, dessen Zeit runtertickt.

## Verschiedenes
1989 drehte der Regisseur Andrew Mirisch für die Neuauflage der Fernsehserie Alfred Hitchcock zeigt ein Remake, das in Deutschland unter dem Titel Punkt 4 Uhr veröffentlicht wurde.